# Tyrrell County
Tyrrell County ist das bevölkerungsärmste County im Bundesstaat North Carolina der Vereinigten Staaten. Der Verwaltungssitz (County Seat) ist Columbia, das um 1700 als Handelsposten gegründet worden war.

## Geographie
Das County liegt im Osten von North Carolina, ist im Norden etwa 80 km von Virginia entfernt und hat eine Fläche von 1555 Quadratkilometern, wovon 545 Quadratkilometer Wasserfläche sind. Es grenzt im Uhrzeigersinn an folgende Countys: Pasquotank County, Camden County, Currituck County, Dare County, Hyde County, Washington County und Perquimans County.
Tyrrell County ist in fünf Townships aufgeteilt: Alligator, Columbia, Gum Neck, Scuppernong und South Fork.

## Geschichte
Tyrrell County wurde 1729 aus Teilen des Bertie County, Chowan County, Currituck County und des Pasquotank County gebildet. Benannt wurde es nach John Tyrrell, einem Lord Proprietor in der Provinz Carolina.

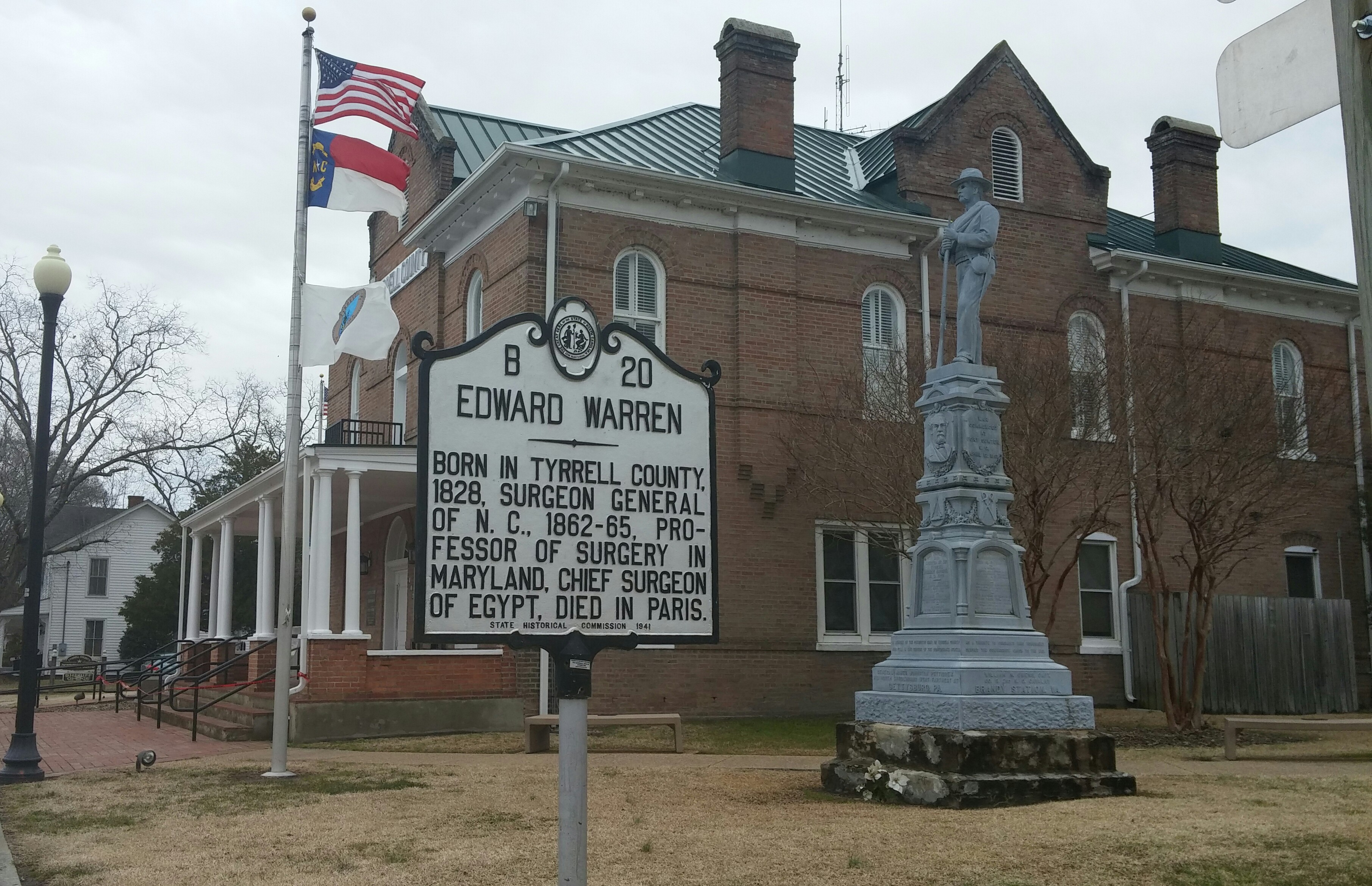
Das Tyrrell County Courthouse (2015) ist einer von drei Einträgen des Countys im National Register of Historic Places.

Drei Bauwerke und Stätten des Countys sind im National Register of Historic Places eingetragen (Stand 16. März 2018).

## Demografische Daten
Nach der Volkszählung im Jahr 2000 lebten im Tyrrell County 4149 Menschen in 1537 Haushalten und 1055 Familien. Die Bevölkerungsdichte betrug 4 Einwohner pro Quadratkilometer. Ethnisch betrachtet setzte sich die Bevölkerung zusammen aus 56,47 Prozent Weißen, 39,43 Prozent Afroamerikanern, 0,19 Prozent amerikanischen Ureinwohnern, 0,75 Prozent Asiaten und 2,05 Prozent aus anderen ethnischen Gruppen; 1,11 Prozent stammten von zwei oder mehr Ethnien ab. 3,62 Prozent der Bevölkerung waren spanischer oder lateinamerikanischer Abstammung.
Von den 1537 Haushalten hatten 28,6 Prozent Kinder unter 18 Jahren, die bei ihnen lebten. 47,4 Prozent davon waren verheiratete, zusammenlebende Paare, 16,6 Prozent waren allein erziehende Mütter und 31,3 Prozent waren keine Familien. 28,2 Prozent waren Singlehaushalte und in 14,4 Prozent lebten Menschen mit 65 Jahren oder älter. Die Durchschnittshaushaltsgröße betrug 2,42 und die durchschnittliche Familiengröße war 2,95 Personen.
22,7 Prozent der Bevölkerung waren unter 18 Jahre alt. 8,2 Prozent zwischen 18 und 24 Jahre, 30,3 Prozent zwischen 25 und 44 Jahre, 22,7 Prozent zwischen 45 und 64, und 16,1 Prozent waren 65 Jahre alt oder Älter. Das Durchschnittsalter betrug 39 Jahre. Auf alle weibliche Personen kamen 114,1 männliche Personen. Auf alle Frauen im Alter von 18 Jahren oder darüber kamen 114,2 Männer.
Das jährliche Durchschnittseinkommen eines Haushalts betrug 25.684 $ und das jährliche Durchschnittseinkommen einer Familie betrug 32.468 $. Männer hatten ein durchschnittliches Einkommen von 26.227 $ gegenüber den Frauen mit 18.403 $. Das Prokopfeinkommen betrug 13.326 $. 23,3 Prozent der Bevölkerung und 19,1 Prozent der Familien lebten unterhalb der Armutsgrenze. 31,5 Prozent von ihnen sind Kinder und Jugendliche unter 18 Jahre und 20,8 Prozent sind 65 Jahre oder älter.